# Benilson Sanda
Benilson Sanda (Luanda, 19 novembre 2000) è un canoista angolano.

## Biografia
All'età di soli diciotto anni ha esordito ai campionati mondiali di canoa/kayak di Seghedino 2019 dove è stato eliminato in semifinale nel C2 200 metri, remando con Manuel José Miego António. È stato eliminato in batteria nel C1 1000 metri e nel C2 1000 metri, sempre con Manuel José Miego António.
Ai Giochi panafricani di Rabat 2019 ha vinto la medaglia di bronzo nel C-1 1000 metri.

## Palmarès
- Giochi panafricani

Rabat 2019: bronzo nel 2 medalhas de  ouro nas distância C-2 1000m, c2 500m uma medalhas de prata e uma de bronze.